# 拜倫鎮區 (北達科他州卡弗利爾縣)
拜倫鎮區（英語：Byron Township）是位於美國北達科他州卡弗利爾縣的一個鎮區。

## 地方資料
拜倫鎮區的面積為116.47平方千米，當中陸地面積為115.09平方千米，而水域面積為1.38平方千米。根據2020年美國人口普查的數據，當地共有人口23人，而人口密度為每平方千米0.2人。